# Fierbinți-Târg
Fierbinți-Târg város Ialomița megyében, Munténiában, Romániában. Közigazgatási irányítása alá tartozó falvak: Fierbinții de Jos, Fierbinții de Sus és Grecii de Jos.

## Fekvése
A megye nyugati részén helyezkedik el, Ilfov megye határán, a Ialomița folyó partján, a megyeszékhelytől, Sloboziatól kilencvenegy kilométerre nyugatra. 

## Történelem
Első írásos említése 1620 és 1650 közötti időszakban kelt dokumentumokból származik.  
A 19. század végén Fierbinți-Târg-nek, Fierbinți-Stroești néven, községi rangja volt és Ilfov megye Mostiștea járásához tartozott. Ekkor Fierbinții de Sus, Fierbinții de Jos, Fierbinți-Gruiu, Fierbinții Târgului és Stroești falvakból állt, összesen 2289 lakossal. A községben ezen időszakban működött egy telegráf iroda, három templom és két iskola. 
1925-ös évkönyv szerint a község Fierbinți néven Fierbinți járás része volt és Fierbinții de Jos, Fierbinții de Sus, Fierbinți-Târgul, Fundu Dănoiului, Micșuneștii Mari illetve Stroești falvakból állt, 4360 lakossal.
1931-ben Fierbinți községből kivált Târgul-Fierbinți község, melyet Fierbinții de Jos, Fundu Danciului, Micșuneștii Mari, N.T. Filitis és Târgu Fierbinți falvak alkottak. Így Fierbinții községhez pedig csak két falu, Fierbinții de Sus és Stroești, tartozott. Majd később Fierbinții községet teljesen megszüntették és területét Târgul-Fierbinți irányítása alá helyezték. 
1950-ben a Bukaresti régió Căciulați rajonjának volt a része, majd 1952-ben az ugyancsak a Bukaresti régióhoz tartozó Urziceni rajonhoz csatolták. 1964-ben Fundu Danciului felvette a Mircești nevet, N.T. Filitis falut pedig Satul Nou-ra keresztelték át. 
Az 1968-ban kialakított új megyerendszerben Fierbinți-Târg néven ismét Ilfov megye része lett. Ugyancsak ekkor három falu is elveszítette önálló települési státuszát, Mircești és Satul Nou falvakat Fierbinți-Târg faluval, Stroești-t pedig Fierbinții de Sus faluval egyesítették.
1981-ben a község Ialomița megye része lett.
2004-ben kapott városi rangot. A városban forgatták, a 2012-ben bemutatott Las Fierbinți című vígjáték sorozatot.

## Lakossága
| Nemzetiségek | 2002 | 2002   |
| ------------ | ---- | ------ |
| Románok      | 5232 | 99,60% |
| Romák        | 18   | 0,34%  |
| Magyarok     | 2    | 0,03%  |
| Törökök      | 1    | 0,01%  |
| Összesen     | 5253 | 100,0% |

## Látnivalók
- A Dridu víztározó és gát.
- Szent Mária templom - 1754-ben épült.
- Szent György templom - 1863-ban épült, 1915-ben felújították.
- Városháza - 1929-ben épült.
- Eraclie Arion tábornok síremléke.

## Külső hivatkozások
- Adatok a városról
- 2002-es népszámlálási adatok (magyar, angol és román nyelven) (HTML). (Hozzáférés: 2014. május 10.)
- Marele Dicționar Geografic al României